# Liste des maires d'Anzin
Cet article présente la liste des maires d'Anzin.

## Liste des maires
| Période           | Période           | Identité               | Étiquette        | Qualité                             |
| ----------------- | ----------------- | ---------------------- | ---------------- | ----------------------------------- |
|                   | 1805              | Théodore Devroede      |                  |                                     |
| 1805              | 1808              | François Courouble     |                  |                                     |
| 1815              | 12 septembre 1816 | M. Jénart (fils)       |                  |                                     |
| 16 septembre 1816 | 1824              | M. Mathieu-La Chapelle |                  |                                     |
| 14 septembre 1824 | 1832              | Louis Gellé Pierrard   |                  |                                     |
| 27 mars 1832      | 1859              | Joseph Mathieu         |                  |                                     |
| 1859              | 1870              | Auguste de Quillacq    |                  |                                     |
| 1870              | 1877              | Constantin Jénart      |                  |                                     |
| 7 janvier 1877    | 1877              | Théophile Jouglet      |                  |                                     |
| 1878              | 1884              | Constantin Jénart      |                  |                                     |
| 1884              | 1889              | Léopold Jacquemin      | Parti radical    | Ingénieur                           |
| 1889              | 1890              | Raphaël Decoux         |                  | Brasseur                            |
| 1890              | 1892              | Paul Malissard         |                  | Constructeur-mécanicien             |
| 1892              | 1900              | Ernest Pottiez         |                  |                                     |
| 1900              | 1904              | Gustave Gérard         |                  | Cultivateur                         |
| 1904              | 1905              | Ernest Pottiez         |                  |                                     |
| 1905              | 1908              | Émile Boutteau         |                  | Négociant                           |
| 1908              | 1912              | Gustave Gérard         |                  |                                     |
| 1912              | 1919              | Gustave Thiétard       | SFIO             | Ouvrier mineur                      |
| 1919              | 1925              | Léopold Relle          |                  |                                     |
| 1925              | 1940              | Gustave Thiétard       | SFIO             | Ouvrier mineur                      |
| 1940              | 1940              | A. Michel              |                  | Président du comité de guerre       |
| 1940              | 1944              | Paul Woelfflé          |                  | Président de la délégation spéciale |
| 1945              | 1945              | Georges Mortelette     |                  | Délégation municipale               |
| 1945              | 1947              | Fernard Lecomte        |                  |                                     |
| 1947              | 1953              | André Gilliard         | socialiste       | Professeur                          |
| 1959              | 1964              | Raymond Lallart        |                  |                                     |
| 1964              | 1983              | André Gilliard         | socialiste       | Professeur                          |
| 1983              | mars 2001         | André Parent           | Parti socialiste | Professeur                          |
| mars 2001         | mars 2008         | Géry Duval             | DVD              |                                     |
| mars 2008         | En cours          | Pierre-Michel Bernard  | PS Modem         | Médecin                             |

## Compléments